# سالواتور نوبیل
سالواتور نوبیل (انگلیسی: Salvatore Nobile؛ زادهٔ ۱۲ ژانویهٔ ۱۹۶۴) بازیکن فوتبال اهل ایتالیا است.
از باشگاه‌هایی که در آن بازی کرده‌است می‌توان به باشگاه فوتبال رجینا، باشگاه فوتبال اینتر میلان، باشگاه فوتبال لچه، باشگاه فوتبال دلفینو پسکارا، و باشگاه فوتبال چزنا اشاره کرد.